# دانيال غومو
دانيال غومو (10 أبريل 1990-)، لاعب كرة قدم قطري ينحدر من أصول غينية. لعب سابقاً في نادي الريان ونادي السيلية ونادي الخريطيات ونادي المرخية.

## روابط خارجية
- دانيال غومو على موقع قاعدة بيانات كرة القدم.إي يو (الإنجليزية)
- دانيال غومو على موقع Soccerway.com (الإنجليزية)